# Матраєво
Матра́єво (рос. Матраево, башк. Матрай) — село у складі Зілаїрського району Башкортостану, Росія. Адміністративний центр Матраєвської сільської ради.
Населення — 940 осіб (2010; 967 в 2002).
Національний склад:
- башкири — 95%